# Eois fasciata
Eois fasciata là một loài bướm đêm trong họ Geometridae.